# 1919 (szám)
Az 1919 (római számmal: MCMXIX) az 1918 és 1920 között található természetes szám.

## A matematikában
A tízes számrendszerbeli 1919-es a kettes számrendszerben 11101111111, a nyolcas számrendszerben 3577, a tizenhatos számrendszerben 77F alakban írható fel.
Az 1919 páratlan szám, összetett szám, félprím. Kanonikus alakja 191 · 1011, normálalakban az 1,919 · 103 szorzattal írható fel. Négy osztója van a természetes számok halmazán, ezek növekvő sorrendben: 1, 19, 101 és 1919.
Az 1919 harminchat szám valódiosztóösszeg-függvényeként áll elő, ezek közül a legkisebb a 8449.